# Литовский дорожный музей

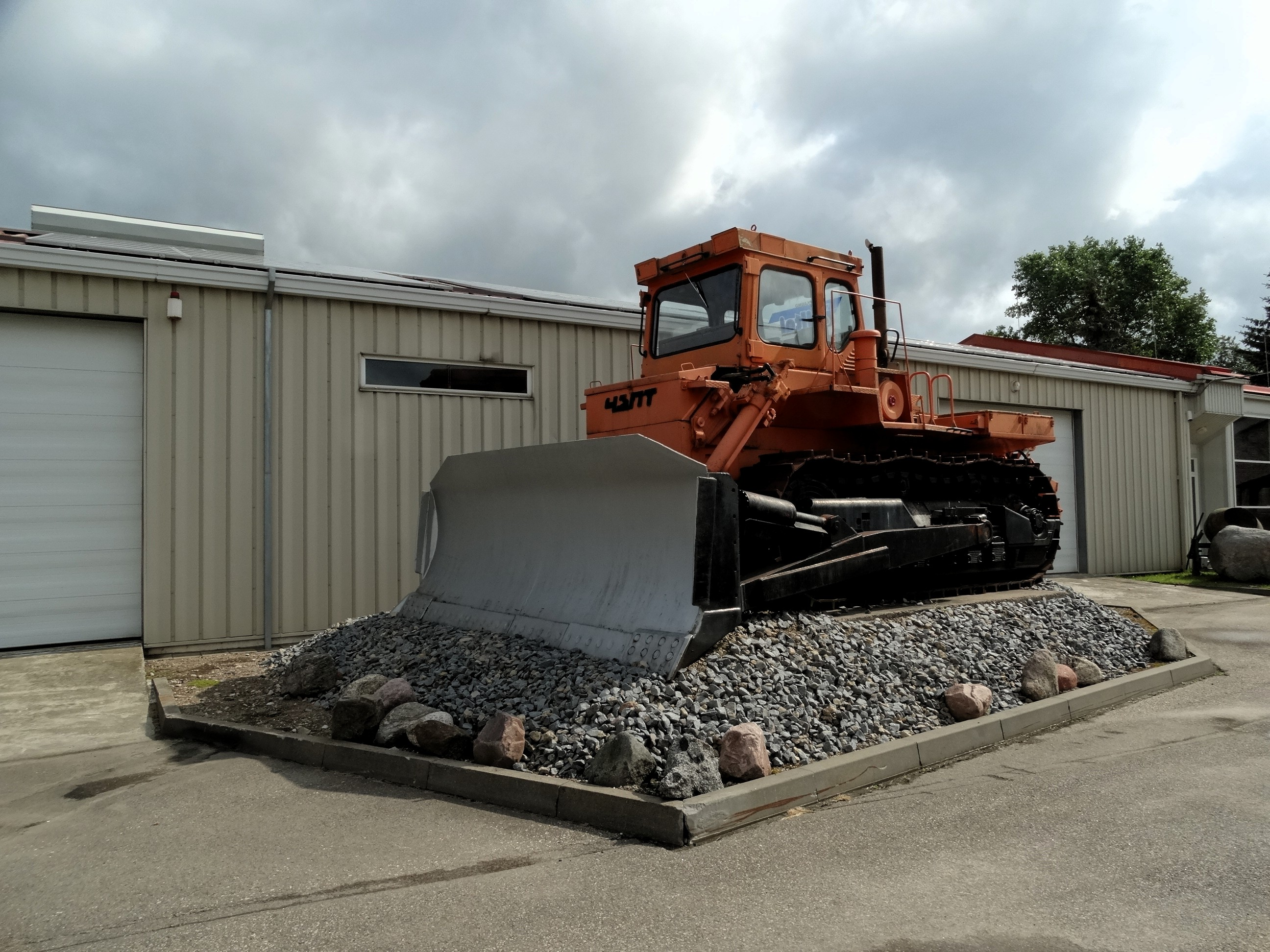
Один из экспонатов музея

Литовский дорожный музей (лит. Lietuvos kelių muziejus, англ. Lithuanian Road Museum) — музей в Виевисе, Литва, в котором представлена история дорожного строительства и история дорог. Он был основан в 1995 году с целью создания места, где посетители могли бы познакомиться с историей дорог и экспонатами, собранными за многие годы. Музей принадлежит государственной компании "Kelių priežiūra" и Министерству транспорта и коммуникаций Литовской Республики.

## История
С восстановлением независимости страны и созданием Литовской дирекции автомобильных дорог исполнилось давнее желание дорожников начать сбор и экспонирование материалов об истории литовских дорог - 19 октября 1995 года был открыт Литовский дорожный музей. Первым директором музея стал Юозас Степанкявичюс.

## Экспозиция
За почти 30 лет существования музея экспозиция постоянно расширялась за счет новых экспонатов и сейчас занимает два этажа здания. Тяжелая техника для строительства и обслуживания дорог также представлена в отдельном здании и на открытой выставке. В настоящее время в музее представлено более 8 000 экспонатов.
В музее представлены старые карты Литвы, фотоальбомы, первые книги и журналы о дорожном строительстве. Здесь представлены модели мостов, виадуков, автобусных остановок, различных других сооружений, самые старые инструменты для строительства и обслуживания дорог, дорожные знаки. Также выставлена довоенная и послевоенная техника для строительства и обслуживания дорог.

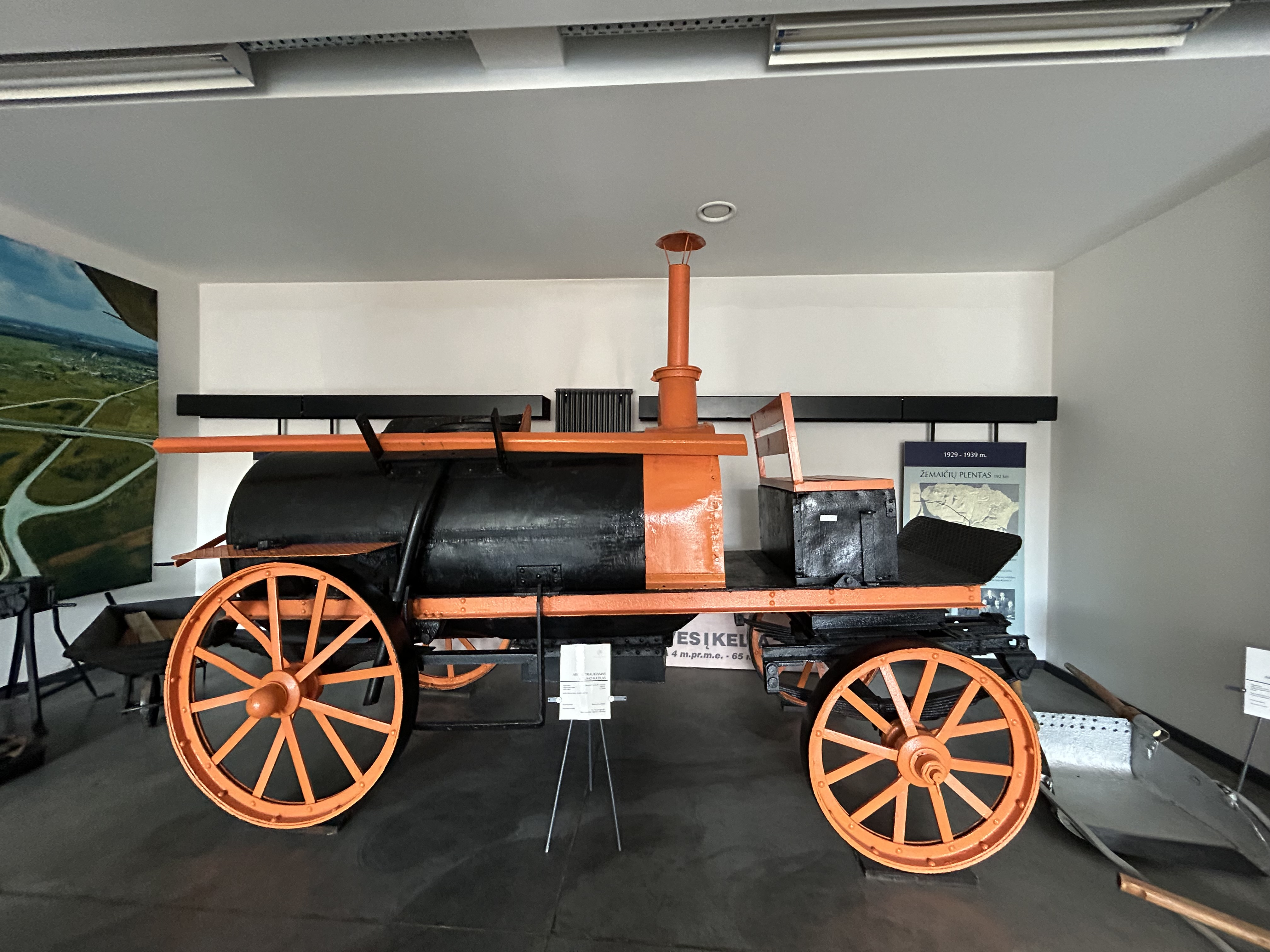
Битумный котел на конной тяге

Один из самых уникальных экспонатов музея - битумный котел на конной тяге, изготовленный в Германии в 1854 году. Долгое время о котле забыли, пока он не был обнаружен в помещении старых дорожных рабочих. Существует как минимум несколько версий того, как экспонат оставался необнаруженным столько лет.  

## Дополнительная информация
В дорожном музее хранятся экспонаты, некоторые из которых очень редки или уникальны. Они рассказывают об истории литовских дорожников за последние сто лет. Многие из экспонатов были подарены самими дорожниками, открывая посетителям не только истории дорожных работ, но и свои собственные истории.
Дорожный музей часто посещают жители окрестных городов, гости из-за рубежа и группы посетителей со всей Литвы. Музей организует экскурсии, во время которых можно узнать об истории экспонатов.
В 2015 году в честь 20-летия музея была издана книга "Литовский дорожный музей". В книге описана и проиллюстрирована история музея, его прошлые и нынешние экспонаты.
Дорожный музей также является членом Литовской ассоциации музеев.

## Директора музея
- Юозас Степанкявичюс - 1995 - 2017 гг.
- Эрика Швермицкене - 2017 - 2024 гг.
- Римантас Загребаев - 2024 - настоящее время